# Jérôme Savonarole
Pour les articles homonymes, voir Savonarole.
Jérôme Savonarole (en italien : Girolamo Savonarola, en latin : Hieronymus Savonarola) né le 21 septembre 1452 à Ferrare et mort exécuté le 23 mai 1498 à Florence, est un frère dominicain ascétique, prédicateur et réformateur actif dans la Florence de la Renaissance, qui, de 1494 à 1498, a dirigé un régime théocratique dans la république de Florence.
Il est connu pour ses prophéties de gloire civique, son plaidoyer en faveur de la destruction de l’art et de la culture séculiers, et ses appels au renouveau chrétien, dénonçant de façon véhémente la corruption du clergé catholique, sans remettre en cause le dogme, le régime despotique et l’exploitation des pauvres.
En septembre 1494, lorsque Charles VIII (roi de France) envahit l'Italie et menace Florence, les prophéties de Savonarole semblent sur le point de s'accomplir. Pendant que le moine intervient auprès du roi de France, les Florentins expulsent les Médicis au pouvoir et, à la demande de Savonarole, établissent une république « bien accueillie », sous le contrôle de Savonarole. En déclarant que Florence serait la Jérusalem céleste, le centre mondial de la chrétienté et « plus riche, plus puissante, plus glorieuse que jamais », il institue une campagne moraliste extrême, avec l'aide de la jeunesse florentine.
En 1495, lorsque Florence refuse de rejoindre la Ligue catholique du pape Alexandre VI contre les Français, le Saint-Siège convoque Savonarole à Rome. Il désobéit et défie le pape en prêchant sous interdiction, en appuyant sa campagne de réformes par des processions, des bûchers des vanités, dont celui du 7 février 1497, le plus connu, dans lequel ont disparu de nombreux livres et œuvres d’art ainsi que des représentations théâtrales pieuses. En représailles, en mai 1497, le pape l'excommunie et menace de placer Florence sous interdit.
En avril 1498, un prédicateur florentin rival propose une ordalie afin de tester le mandat divin de Savonarole, celle-ci tourne au fiasco et l'opinion populaire se retourne contre lui. Savonarole et deux de ses frères partisans sont emprisonnés. Le 23 mai 1498, les autorités ecclésiastiques et civiles condamnent, pendent et brûlent les trois frères sur la place principale de Florence.
Les partisans de Savonarole, les Piagnoni ont maintenu ses idées de liberté républicaine et de réforme religieuse en vie jusqu'au siècle suivant. Les Médicis, rétablis au pouvoir à Florence en 1512 avec l'aide de la papauté, finissent par affaiblir le mouvement des Piagnoni. Certains des premiers protestants, y compris Martin Luther, ont considéré Savonarole comme un précurseur essentiel de la Réforme protestante.

## Origines familiales et jeunesse (1452-1482)

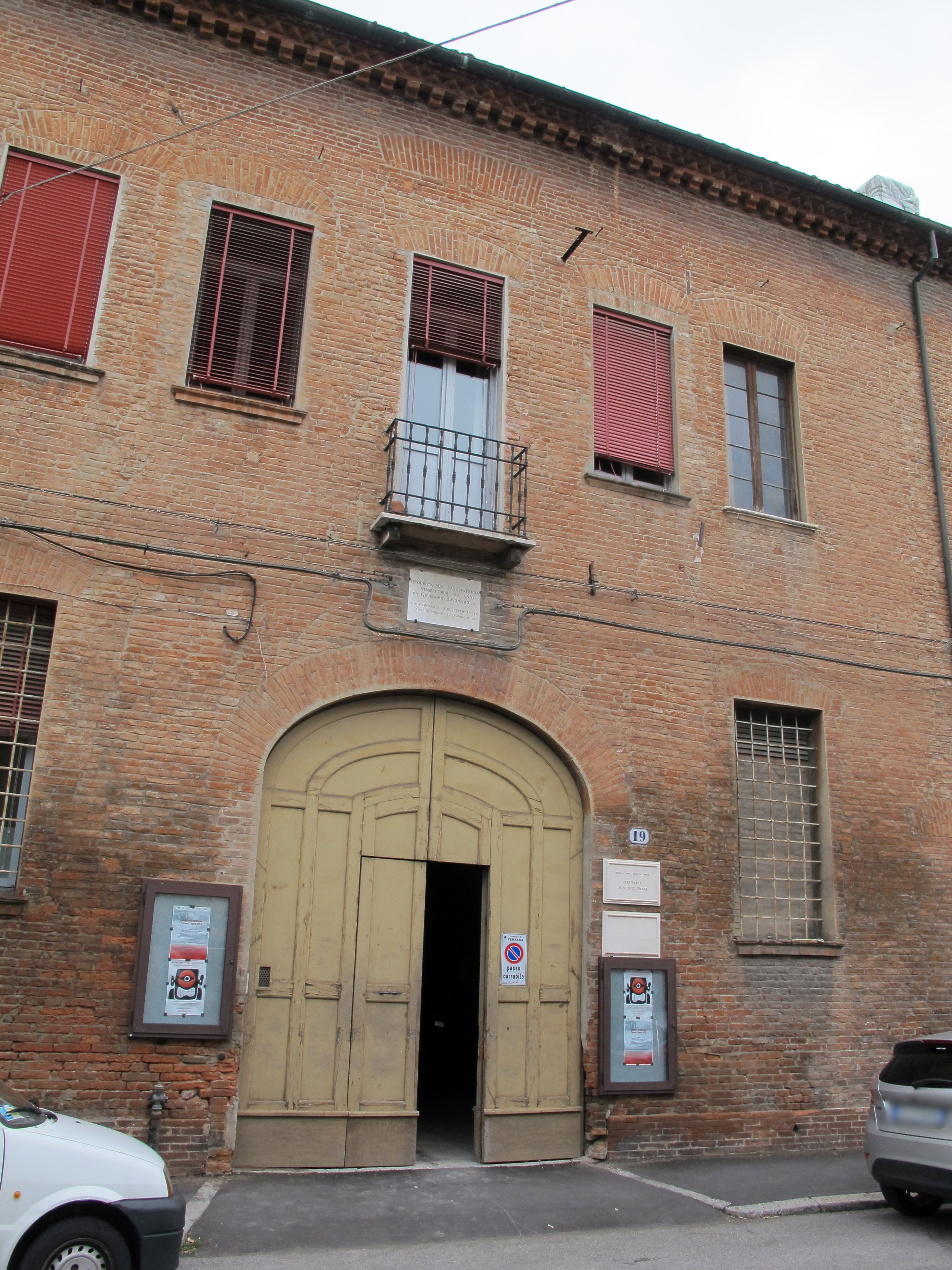
Maison familiale à Ferrare.

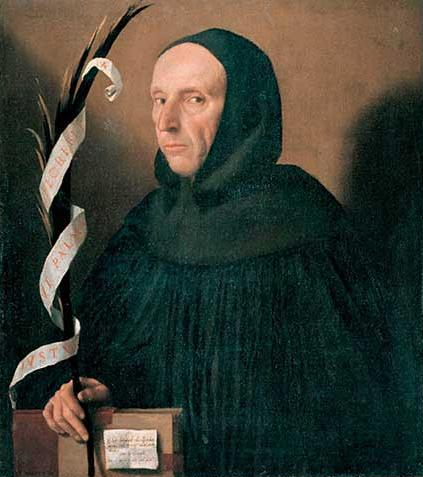
Alessandro Bonvicino, Portrait fantaisiste de Girolamo Savonarola, 1524, musée de Castelvecchio.

Girolamo Francesco Maria Matteo Savonarola nait le 21 septembre 1452 à Ferrare. Il est le troisième fils du marchand Niccolò di Michele dalla Savonarola, né à Ferrare dans une famille originaire de Padoue, et d'Elena Bonacolsi (ou Bonacossi), descendante de la noble famille Bonacossi, anciens seigneurs de Mantoue. Ils ont sept enfants, dont Girolamo est le troisième : il a deux frères aînés, Ognibene et Bartolomeo ; deux autres frères, Maurelio et Alberto, naissent après lui ; il a aussi deux sœurs, Beatrice et Chiara. On sait qu'Alberto est devenu médecin et que Maurelio est entré dans l'ordre dominicain, comme Girolamo.
Son éducation est supervisée et façonnée par son grand-père paternel, Michele Savonarole, professeur, médecin renommé et polymathe réputé, aux mœurs et aux principes religieux stricts, grâce auquel la famille a accumulé une grande richesse, et qui espère que son petit-fils deviendra médecin. Savonarole s'intéresse davantage aux œuvres de Platon et d'Aristote, citées par Thomas d'Aquin et par la Bible. Dès sa jeunesse, il s'intéresse aux Saintes Écritures, dont il mémorise des parties,.
Après la mort de son grand-père en 1468, Savonarole fréquente probablement l'école publique dirigée par Battista Guarino, fils de Guarino de Vérone, où il aurait reçu son introduction aux classiques, ainsi qu'à la poésie et aux écrits de Pétrarque, père de l'humanisme de la Renaissance. Diplômé « ès arts » de l'université de Ferrare (premier cycle des études universitaires avant toute spécialisation), il se prépare à entrer à la faculté de médecine, suivant ainsi les traces de son grand-père.
Son penchant moraliste et réformateur apparaît dès ses premiers écrits où il exprime sa préoccupation de l’état de l’Église et du monde. Il commence à écrire des poèmes à caractère apocalyptique, notamment De Ruina Mundi en 1472, un poème qu'il écrit à 20 ans, où il dénonce l'avilissement de la société, le déclin de la moralité et l'ascendant de la luxure et de l’impiété, et De Ruina Ecclesiæ en 1475, un poème allégorique qui révèle son mépris envers la Curie romaine, qu’il décrit comme une « putain fière et menteuse », dans lesquels il dénonce spécifiquement la cour papale de Rome. Il y accuse l'Église d'arrogance et d'abus. Ces canzoni font écho à sa nostalgie pour l'idéal du christianisme primitif.
À peu près à la même époque, il semble envisager une vie dans la religion. Comme il le raconte à son biographe, il entend un sermon d'un prédicateur de Faenza qui le persuade d'abandonner le monde.
La plupart de ses biographes rejettent ou ignorent le récit de son jeune frère et disciple, Maurelio (plus tard fra Mauro), selon lequel, dans sa jeunesse, Girolamo a été repoussé par une voisine, Laudomia Strozzi, à qui il avait proposé le mariage. Dans une lettre qu'il écrit à son père lorsqu'il quitte la maison pour rejoindre les dominicains, il laisse entendre qu'il est troublé par les désirs de la chair. On raconte aussi qu'à la veille de son départ, il rêve qu'il est purifié de ces pensées par une pluie d'eau glacée, ce qui le prépare à la vie ascétique. Dans le traité inachevé qu'il laisse derrière lui, appelé plus tard De contemptu Mundi  (« Du mépris du monde »), il appelle les lecteurs à fuir ce monde d'adultère, de sodomie, de meurtre et d'envie.
Le 25 avril 1475, il se rend à Bologne, où il frappe à la porte du couvent San Domenico, de l'ordre des Prêcheurs, un ordre mendiant, où il demande à être admis. Dominique de Guzmán mourut dans ce monastère en 1221, où une règle monastique stricte est appliquée. Comme il le dit à son père dans sa lettre d’adieu, il veut devenir « chevalier du Christ ».

## Frère Dominicain (1475-1486)

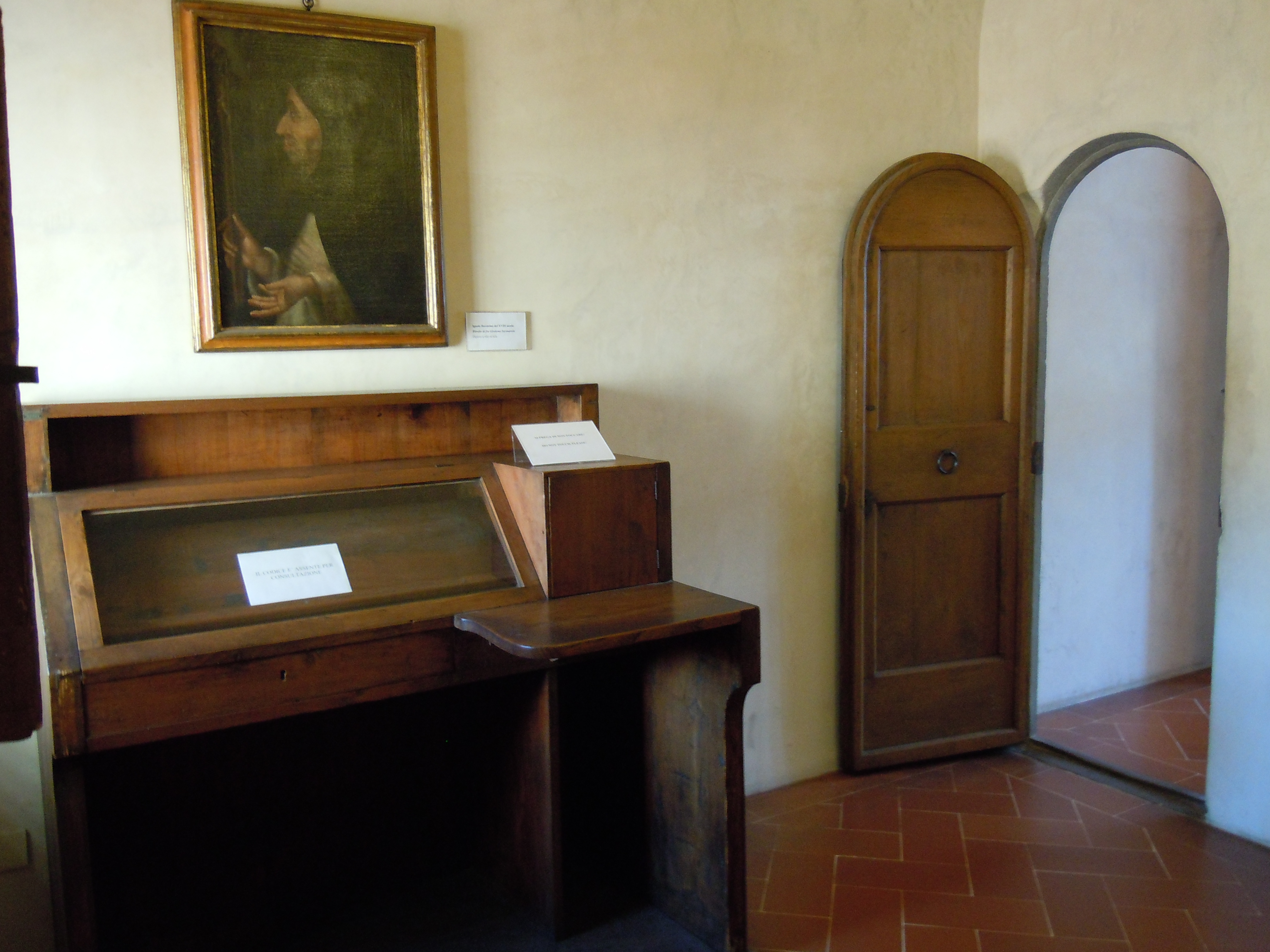
Cellule monacale de Savonarole au couvent San Marco de Florence.

Savonarole occupe les emplois de tailleur et de jardinier. Il fait le vœu d'obéissance à son ordre, avant de prendre l’habit de moine en 1476. Il vit alors dans un strict ascétisme. Ordonné prêtre, il étudie les Saintes Écritures, la logique, la philosophie aristotélicienne et la théologie thomiste au studium dominicain, pratique la prédication auprès de ses confrères et s'engage dans des disputes théologiques. Il s'inscrit à la faculté de théologie de l’université de Bologne, une des plus importantes de l’époque, pour préparer un diplôme supérieur. Alors qu’il continue à écrire des ouvrages de dévotion et à approfondir sa vie spirituelle, il critique ouvertement ce qu’il perçoit comme un déclin de l’ascèse du couvent. En 1478, ses études sont interrompues lorsqu'il est envoyé au prieuré dominicain de Santa Maria degli Angeli à Ferrare comme assistant maître des novices. Cette mission aurait pu être une pause normale et temporaire dans la routine académique, mais dans le cas de Savonarole, elle constitue un tournant. Une explication possible est qu'il s'aliène certains de ses supérieurs, notamment fra Vincenzo Bandello, professeur au studium et futur maître de l'ordre des Prêcheurs, qui s'oppose à l'objection du jeune frère à la modification des règles de l'Ordre contre la propriété immobilière.
En 1482, au lieu de retourner à Bologne pour reprendre ses études, Savonarole est nommé lecteur, ou professeur, au couvent San Marco à Florence. Il y enseigne la logique aux novices, écrit des manuels d'instruction sur l'éthique, la logique, la philosophie et le gouvernement, compose des œuvres de dévotion et prépare des sermons pour les congrégations locales. Apprécié, il étudie l'Apocalypse et les prophètes de l'Ancien Testament et donne des cours sur ceux-ci.
À Florence il consacre ses premières années à l'étude, à l'ascèse et à la prédication. À cette époque, il est plus reconnu pour les deux premières que pour la dernière. Comme il l’a écrit dans ses notes, sa prédication n’est pas entièrement couronnée de succès. Les Florentins sont rebutés par son discours ferrarais à consonance étrangère, sa voix stridente et (surtout pour ceux qui apprécient la rhétorique humaniste) son style inélégant.
Tandis qu'il attend un ami au couvent San Giorgio, il étudie l'Écriture lorsqu'il conçoit soudain « environ sept raisons » pour lesquelles l'Église est sur le point d'être attaquée et transformée. En 1485 et en 1486, il aborde ces thèmes apocalyptiques à San Gimignano où il se rend comme prédicateur du Carême . Au cours de ces méditations du Carême, il appelle avec insistance l'Église à se réformer et à se renouveler.
Le supérieur général de l'ordre, Joachim de Turriani (1487-1500), pressent des difficultés avec la famille Médicis du fait de ce style de prédication et transfère Savonarole à Brescia en Lombardie d'où Savonarole poursuit ses prédications avec succès à Gênes et Pavie, trouvant un public enthousiaste parmi la petite bourgeoisie.
Lorsqu'il quitte San Marco pour une nouvelle mission, il se tait sur les « révélations de San Giorgio » à Florence.

## Prédicateur (1487-1491)

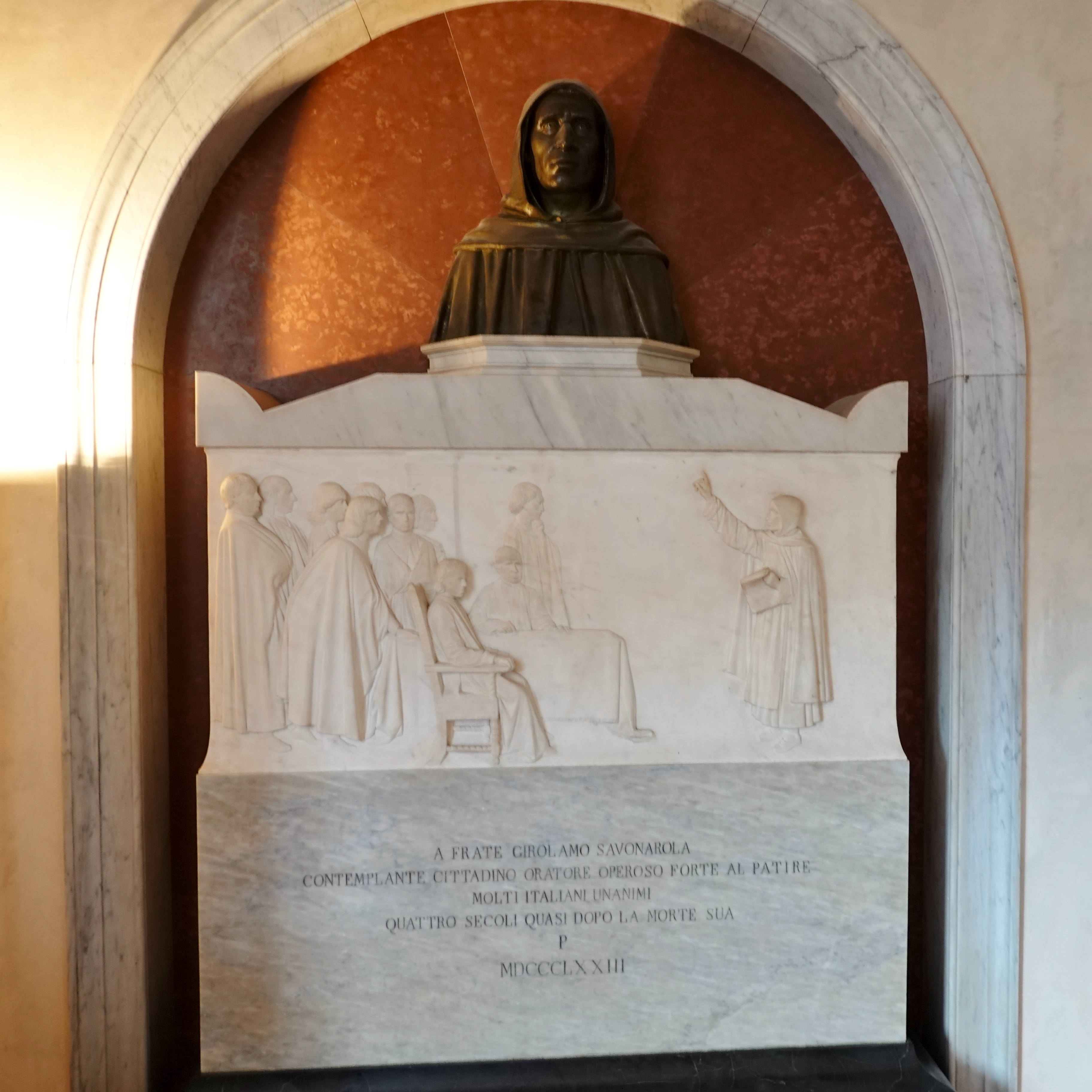
Monument à Savonarole au couvent San Marco, Florence.

En 1487, Savonarole occupe un poste de maître d'études à Bologne, puis part prêcher dans plusieurs villes de la région. Au cours des années, il vit comme prédicateur itinérant, portant un message de repentance et de réforme dans les villes et les couvents d'Italie du Nord. Comme le montrent ses lettres à sa mère et ses écrits, sa confiance et son sens de la mission grandissent à mesure que sa réputation s'accroît. Sa carrière de prédicateur intransigeant commence alors ; il exhorte les masses populaires à revenir aux préceptes de l'Évangile, n’hésitant pas à s’attaquer aux Médicis, qui gouvernent la République de Florence après avoir écrasé l'opposition après la conjuration des Pazzi en 1478. Son ascendant sur les foules grandit et trouve un écho auprès de certains érudits de l’époque, notamment le comte philosophe et humaniste Pic de la Mirandole, qui entend Savonarole lors d'une dispute officielle à Reggio d'Émilie et est impressionné par son érudition et sa piété. Il en devient le confesseur.
En 1490, il est réaffecté à San Marco. Il semble que cela soit dû à l'initiative de Pic de la Mirandole, qui a des ennuis avec l'Église à cause de certaines de ses idées philosophiques peu orthodoxes (les « 900 conclusions philosophiques, cabalistiques et théologiques » ou « 900 thèses ») et vit sous la protection de Laurent de Médicis dit Le Magnifique, le souverain de facto de Florence. Pour avoir Savonarole à ses côtés comme conseiller spirituel, il persuade Laurent que le frère apporterait du prestige au couvent San Marco et à ses mécènes Médicis. Après un délai, dû apparemment à l'interférence de son ancien professeur, Fra Vincenzo Bandelli, désormais vicaire général de l'Ordre, Laurent demande au magistère général de réintégrer Savonarole à Florence, usant de son influence dans l'espoir de contrôler ce nouvel ennemi.
Savonarole prêche avec tant de passion et de conviction sur le Jugement dernier que l'église San Marco est trop petite et qu'il doit intervenir dans la cathédrale Santa Maria del Fiore. Un an après son retour à Florence, Savonarole est élu prieur du couvent, en juin 1491. À cette époque, les gens d'Église se font marchands d’indulgences, mais à Florence, le couvent San Marco suit une règle rigoureuse, comme le montrent ses vêtements et ses cilices. Il accapare le couvent de la province toscane avec l'intention d'en faire son propre monastère de « stricte observance ».

## Prophéties (1492-1494)

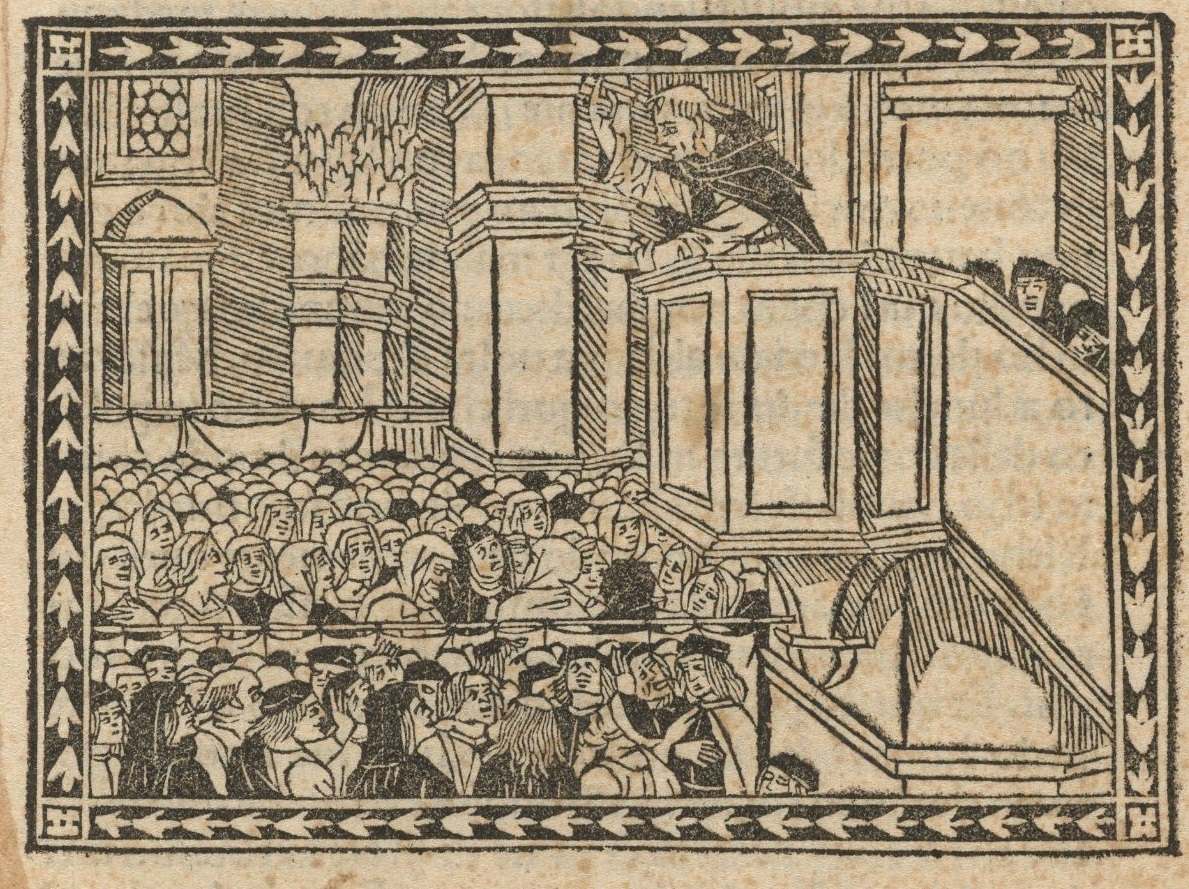
Illustration du Compendio di revelatione / dello invtile servo di Iesv Christo frate Hieronymo da Ferrara dellordine de Frati Predicatori (Florence, 1496) par Girolamo Savonarola.

Savonarole prêche sur la première épître de Jean et sur le livre de l'Apocalypse, attirant de si grandes foules qu'il finit par déménager dans la cathédrale. Sans citer de noms, il fait des allusions acérées aux tyrans, qui ont usurpé la liberté du peuple, et fustige leurs alliés, les riches et les puissants, qui ont négligé et exploité les pauvres. Se plaignant de la « mauvaise vie » d’un clergé corrompu, il appelle désormais à la repentance et au réveil chrétien avant l’arrivée d’un fléau divin. Les moqueurs le considèrent comme un fanatique surexcité et un « prédicateur des désespérés », et se moquent du groupe croissant de ses partisans en les qualifiant de Piagnoni, « Pleureurs » ou « Gémisseurs », une épithète qu'ils adoptent. En 1492, Savonarole avertit que « l'épée du Seigneur tombera bientôt et rapidement sur la terre » et prévoit de terribles tribulations pour Rome. Vers 1493, ces sermons n'ayant pas survécu, il commence à prophétiser « qu'un nouveau Cyrus va venir au-delà des montagnes pour entreprendre le renouveau de l'Église ».
En septembre 1494, le roi Charles VIII traverse les Alpes avec son armée , plongeant l'Italie dans le chaos politique. Son arrivée est vue comme une preuve du don de prophétie de Savonarole. Charles VIII avance vers Florence, pillant les forteresses toscanes et menaçant de punir la ville pour avoir refusé de soutenir son expédition. Alors que la population descend dans la rue pour expulser Pierre II de Médicis, fils et successeur de Laurent de Médicis, à la mi-novembre 1494, Savonarole conduit une délégation au camp du roi de France. Il presse celui-ci d'épargner la ville et lui enjoint d'assumer le rôle que Dieu lui a assigné en tant que réformateur de l'Église. Après une occupation brève de la ville, et une nouvelle intervention de Fra Girolamo, ainsi que la promesse d'une forte subvention, le 28 novembre 1494 les Français reprennent leur route vers le sud. Savonarole déclare alors « qu'en répondant à son appel à la pénitence, les Florentins ont commencé à construire une nouvelle arche de Noé qui les a sauvés des eaux du déluge divin ». Le message de son sermon du 10 décembre est encore plus marquant, :

« J'annonce cette bonne nouvelle à la ville, que Florence sera plus glorieuse, plus riche, plus puissante qu'elle ne l'a jamais été ; d'abord glorieuse aux yeux de Dieu comme des hommes : et toi, ô Florence, tu seras la réforme de toute l'Italie, et d'ici le renouveau commencera et se répandra partout, car c'est le nombril de l'Italie. Vos conseils réformeront tout par la lumière et la grâce que Dieu vous donnera. Deuxièmement, ô Florence, tu auras d’innombrables richesses, et Dieu multipliera toutes choses pour toi. Troisièmement, vous étendrez votre empire, et ainsi vous aurez un pouvoir temporel et spirituel. »

Cette assertion pourrait être une allusion au mythe patriotique traditionnel de Florence comme nouvelle Rome, que Savonarole aurait relevé dans ses lectures de l'histoire florentine. Dans tous les cas, elle englobe à la fois le pouvoir temporel et le leadership spirituel.
Le ralliement de Savonarole aux Français en fait un des principaux ennemis des Médicis, du duc de Milan Ludovic Sforza et du pape Alexandre VI.

## Réforme constitutionnelle et gouvernement théocratique (1495-1498)

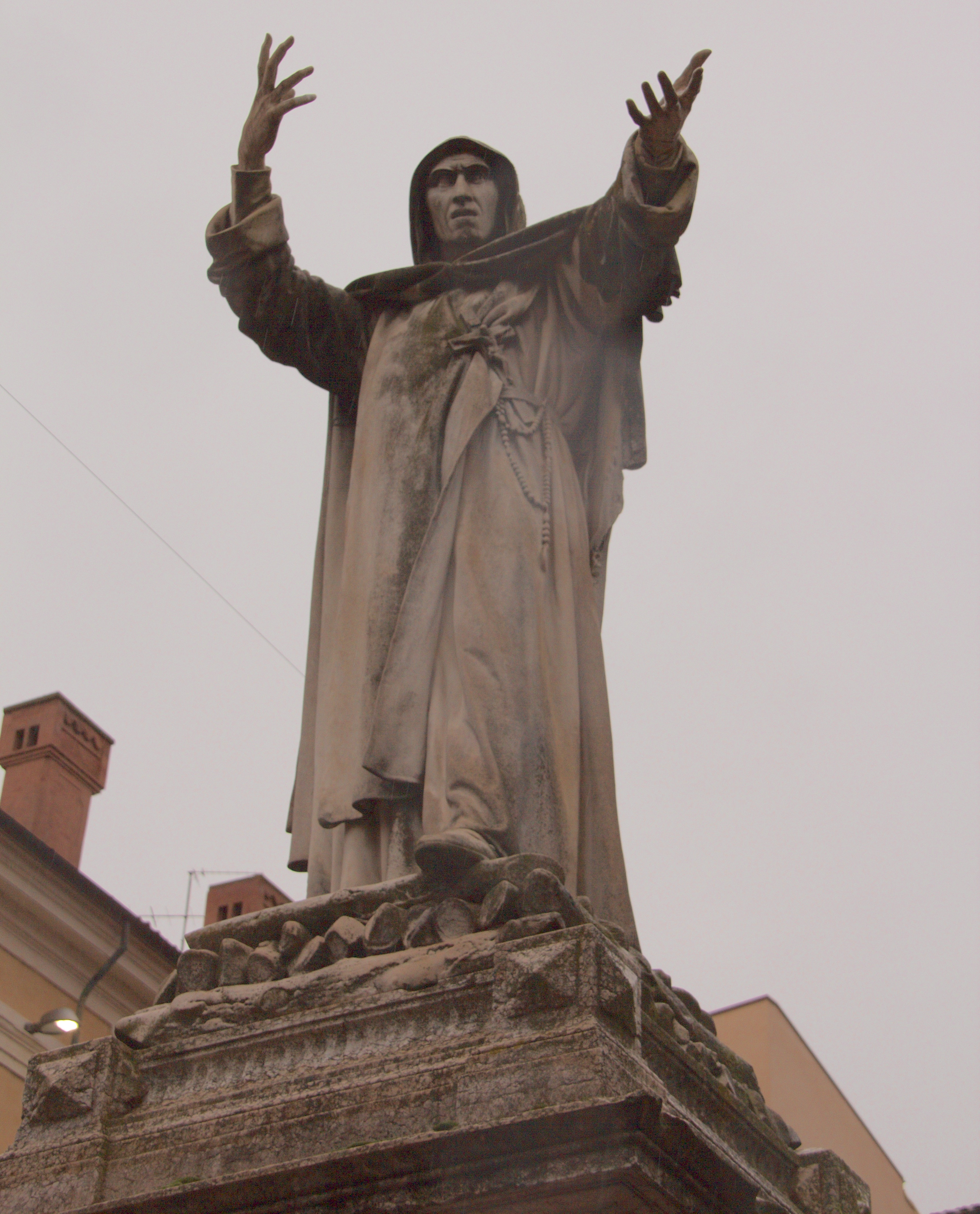
Statue de Savonarole à Ferrare, sa ville natale.

Seul Savonarole a autorité dans cette ville en état de désolation. Il établit un gouvernement théocratique et considère Florence comme la capitale, la cité de Dieu, à partir de laquelle toute l'Italie et l'Église, sera réformée. Dans un sermon du 4e dimanche de l'Avent, le 21 décembre 1494, dans la cathédrale de Florence, il dit : 

« « Parce que je voulais être libre, j'ai choisi le célibat ; parce que je voulais vivre en paix, j'ai fui vers le port de mon ordre monastique (…) Puis le Seigneur m'a mis sur un bateau et m'a emmené au milieu de la mer pour y pêcher. Maintenant, je me tiens ici et je ne vois nulle part un port où je puisse entrer. J'étais un homme libre (…) maintenant je suis l'esclave de tous et je suis confronté à la guerre et à la discorde de toutes parts. »  »

Avec les conseils et le soutien de Savonarole, qui en tant que non-citoyen et clerc n'est pas éligible à occuper une fonction, un « parti » politique « savonarolien » surnommé «  Frateschi », prend forme et dirige le programme du frère à travers des conseils. Les oligarques les plus compromis du fait de leur service auprès des Médicis en sont exclus. Une nouvelle constitution émancipe la classe des artisans, ouvre les offices civiques mineurs à la sélection par tirage au sort et accorde à chaque citoyen en règle le droit de vote dans un nouveau parlement, le Consiglio Maggiore ou « Grand Conseil ». À la demande de Savonarole, après des mois de débats, le gouvernement «  Frateschi » adopte une « loi d'appel » pour limiter la pratique de longue date consistant à utiliser l'exil et la peine de mort comme des armes de rétorsion,,.
Savonarole déclare une nouvelle ère de « paix universelle ». Le 13 janvier 1495, il prêche son sermon de rénovation devant un vaste auditoire dans la cathédrale, rappelant qu'il a commencé à prophétiser à Florence quatre ans plus tôt, bien que la lumière divine lui soit venue « il y a plus de quinze, peut-être vingt ans ». Il prétend alors avoir prédit la mort de Laurent de Médicis et du pape Innocent VIII en 1492, ainsi que l'arrivée de l'épée en Italie (l'invasion du roi Charles VIII). Comme il l'a prévu, Dieu a choisi Florence, « le nombril de l'Italie », comme sa favorite et il le répète : « si la ville continuait à faire pénitence et commence l'œuvre de rénovation, elle aura richesse, gloire et puissance ».
Si les Florentins doutent que la promesse de puissance et de gloire terrestres ait une sanction céleste, Savonarole le souligne dans un sermon du 1er avril 1495, dans lequel il décrit son voyage mystique vers la Vierge Marie au ciel. Parvenu au trône céleste, il présente à la Sainte Mère une couronne fabriquée par le peuple florentin et la presse de lui révéler son avenir. Marie prévient que le chemin sera difficile tant pour la ville que pour lui, mais elle l'assure que Dieu accomplira ses promesses : Florence sera « plus glorieuse, plus puissante et plus riche que jamais, étendant ses ailes plus loin que quiconque peut imaginer ». Elle et ses serviteurs célestes protégeront la ville contre ses ennemis et soutiendront son alliance avec les Français. Dans la Jérusalem céleste qu'est Florence, la paix et l'unité régneront. Sur la base de telles visions, Savonarole promeut la théocratie et déclare le Christ roi de Florence. Il considère l'art sacré comme un outil pour promouvoir cette vision du monde et il s'oppose à l'art profane, qu'il considère comme sans valeur et potentiellement nuisible.

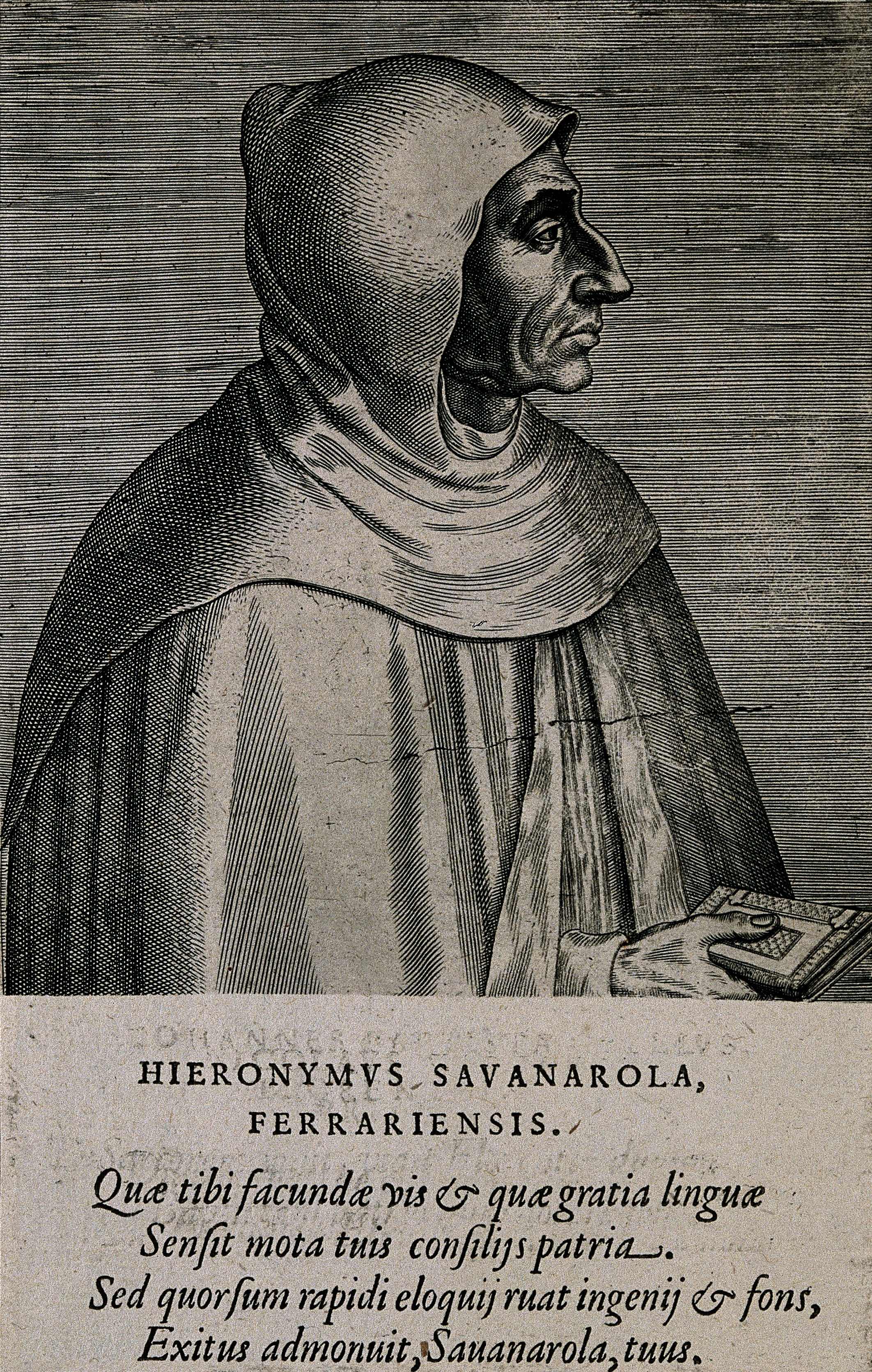
Gravure de P. Galle, 1572, d'après Fra Bartolomeo.

Encouragés par la promesse prophétique de libération, les Florentins adhèrent à la campagne de Savonarole pour débarrasser la ville du « vice ». À ses demandes répétées, de nouvelles lois sont votées contre la « sodomie » (qui inclut les relations homosexuelles entre hommes ou entre femmes), l'adultère, l'ivresse publique et d'autres transgressions morales, tandis que son lieutenant Fra Silvestro Maruffi organise des patrouilles de garçons et de jeunes hommes dans les rues pour lutter contre les tenues et comportements impudiques,. Pendant un temps, le pape Alexandre VI (1492-1503) tolère les critiques du frère contre l'Église, mais il est irrité lorsque Florence refuse de rejoindre sa nouvelle Sainte Ligue contre l'envahisseur français et en impute la responsabilité à l'influence pernicieuse de Savonarole. Un échange de lettres entre le pape et le frère aboutit à une impasse que Savonarole tente de briser en envoyant au pape « un petit livre » relatant sa carrière prophétique et décrivant certaines de ses visions les plus dramatiques, le Compendio delle rivelazioni, une auto dramatisation qui est l'un de ses écrits les plus importants et les plus populaires.
Le pape n’est pas apaisé. Il convoque le frère à Rome et, lorsque Savonarole refuse, prétextant une mauvaise santé et avouant qu'il a peur d'être attaqué pendant le voyage, Alexandre VI lui interdit de continuer à prêcher. Savonarole obéit pendant quelques mois, mais quand il voit son influence diminuer, il défie le pape et reprend ses sermons, dont le ton devient plus violent. Il n'attaque pas seulement les ennemis secrets de son pays, qu'il soupçonne à juste titre d'être de mèche avec la curie romaine, mais il condamne également les chrétiens conventionnels, ou « tièdes », qui tardent à répondre à ses appels. Il dramatise sa campagne morale avec des messes spéciales pour la jeunesse, des processions, des bûchers des vanités et du théâtre religieux à San Marco. Lui et son ami proche, le poète humaniste Jérôme Benivieni, composent des laudes et autres chants dévotionnels pour les cortèges du carnaval de 1496, 1497 et 1498, remplaçant les chants de carnaval obscènes de l'époque de Laurent de Médicis. Ces œuvres ont continué à être copiées et interprétées après sa mort, tout comme les chansons composées par les Piagnoni en sa mémoire. Un certain nombre d'entre elles ont survécu.
Le 7 février 1497, Savonarole et ses partisans élèvent un bûcher des Vanités. Des jeunes garçons sont envoyés de porte en porte pour collecter tous les objets liés à la « corruption spirituelle » : les miroirs et cosmétiques, les images licencieuses (les femmes nues peintes sur les couvercles des cassoni), les livres non religieux, les jeux, les robes les plus splendides, les livres de poètes jugés immoraux, comme Boccace et Pétrarque. Tous ces objets sont brûlés dans un grand bûcher élevé sur la piazza della Signoria. Des œuvres de l’art florentin de la Renaissance disparaissent ainsi, dont des peintures de Botticelli, que l’artiste aurait lui-même apportées.
Le 12 mai 1497, le pape Alexandre VI excommunie Savonarole et menace les Florentins d'interdit s'ils persistent à l'héberger. Pour avoir décrit l’Église comme une prostituée, Savonarole est excommunié pour hérésie et sédition.
Après deux mauvaises récoltes de céréales, qui auraient pu entraîner une famine, ses opposants envisagent de l'assassiner. Alors que Savonarole se rend à la cathédrale le jour de l'Ascension 1497, les Compagnaci tentent de le tuer, mais Savonarole est entouré. Vers la fin du sermon, ils essaient de semer la panique parmi les auditeurs de la cathédrale en faisant beaucoup de bruit, mais Savonarole reste calme et l'attaque échoue. Le groupe des Palleschi attaque le monastère San Marco la nuit précédant l'Assomption, le 15 août 1497. L'attaque échoue ; Savonarole fait arrêter cinq suspects et accepte leur décapitation.
A l’été 1497, la peste sévit à Florence. Une centaine de personnes meurent chaque jour ; les enfants sont épargnés. Savonarole saisit ce fait et prêche que l’avenir de l’église et de la société est entre les mains des enfants et des jeunes. Les vieillards complotent pour se débarrasser de lui, mais il prêche que maintenant arrive le temps du grand renouveau.

## Mort (1497-1498)

Bartolomeo de' Libri, procès du frère Girolamo Savonarola, 1498.

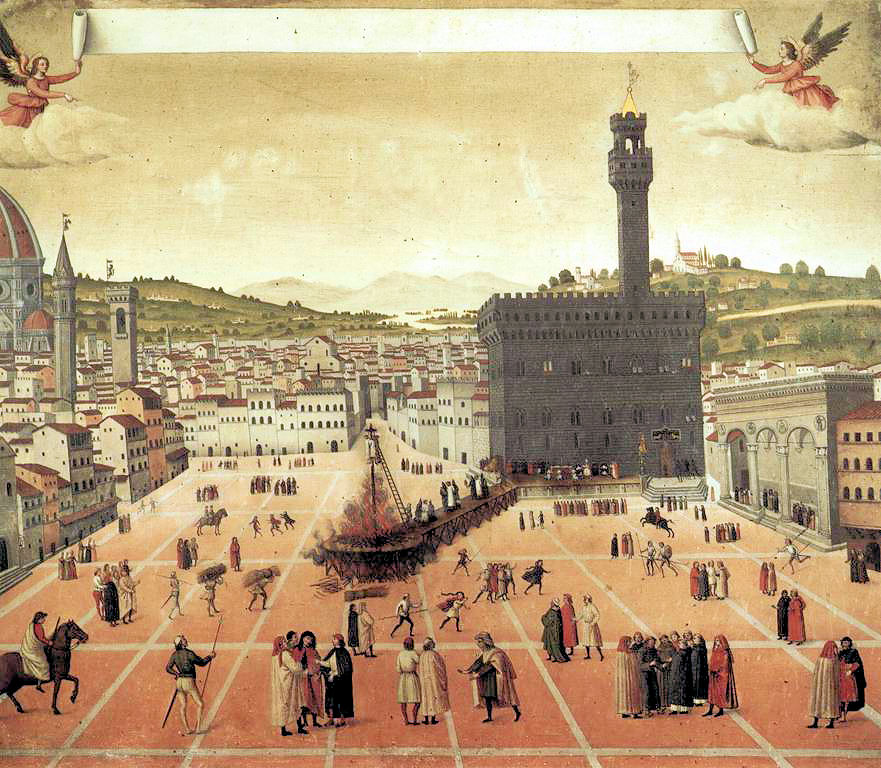
Peinture anonyme représentant le bûcher de Savonarole en 1498.

Le 18 mars 1498, après de nombreux débats et une pression constante de la part d'un gouvernement inquiet, Savonarole se retire de la prédication publique. Sous la pression de l'excommunication, il compose son œuvre spirituelle majeure, Triumphus Crucis (« Le Triomphe de la Croix »), une célébration de la victoire de la Croix sur le péché et la mort, et une exploration de ce que signifie être chrétien. Il les résume dans la vertu théologale de caritas, ou amour : en aimant leur prochain, les chrétiens rendent l’amour qu’ils ont reçu de leur Créateur et Sauveur.
Il fait allusion à la possibilité d'accomplir des miracles pour prouver sa mission divine, mais lorsqu'un prédicateur franciscain rival propose de tester cette mission par une ordalie, en marchant sur le feu, il perd le contrôle du discours public. Sans le consulter, son confident Fra Domenico da Pescia (it) s'offre comme substitut. Savonarole sent qu'il ne peut pas se permettre de refuser. La première ordalie par le feu à Florence depuis plus de quatre-cents ans est fixée au 7 avril. Une foule remplit la place centrale, impatiente de voir si Dieu interviendra, et si oui, de quel côté. Les concurrents nerveux et leurs délégations retardent le début de la compétition pendant des heures. Une pluie soudaine trempe les spectateurs ; les autorités gouvernementales annulent la cérémonie. La foule se disperse avec colère ; la charge de la preuve reposant sur Savonarole, on le rend responsable du fiasco. Une foule attaque le Couvent San Marco
.
Fra Girolamo, Fra Domenico et Fra Silvestro Maruffi sont arrêtés et emprisonnés. La capture du frère, qui s'est barricadé avec ses frères à San Marco, est sanglante : le dimanche des Rameaux, le couvent est assiégé par les Palleschi (en), partisans des Médicis et anti-Savonarole, tandis que les Piagnoni sonnent en vain la cloche avec le marteau ; la porte du couvent est incendiée et le couvent est pris d'assaut toute la nuit, avec des affrontements entre les frères et les assaillants. Au milieu de la nuit, Savonarole est capturé et traîné hors du couvent avec le frère Domenico Buonvicini, traversant la Via Larga aux flambeaux en direction du Palazzo Vecchio, où il est introduit par une trappe. Alors qu'il se penche, un homme d'armes lui donne un coup de pied dans le bas du dos, le narguant : « Voyez où la prophétie le mène ! ».
Sous la torture, Savonarole avoue avoir inventé ses prophéties et ses visions, puis se rétracte avant d'avouer à nouveau. Dans sa cellule de prison, dans la tour du Palazzo Vecchio, il compose la méditation sur le psaume 51 (Infelix ego), qu'il achève peu après sa confession le 8 mai et où il demande pardon à Dieu d'avoir succombé à la pression physique de la torture et d'avoir avoué des crimes dont il se croit innocent. Le jour de son exécution, il travaille encore sur Tristitia obsedit me, une méditation sur le psaume 31. Le matin du 23 mai 1498, les trois frères sont conduits sur la piazza della Signoria où, devant un tribunal de hauts clercs et de fonctionnaires du gouvernement, ils sont condamnés comme « hérétiques, schismatiques et pour avoir prêché des choses nouvelles » et condamnés à mort immédiate.

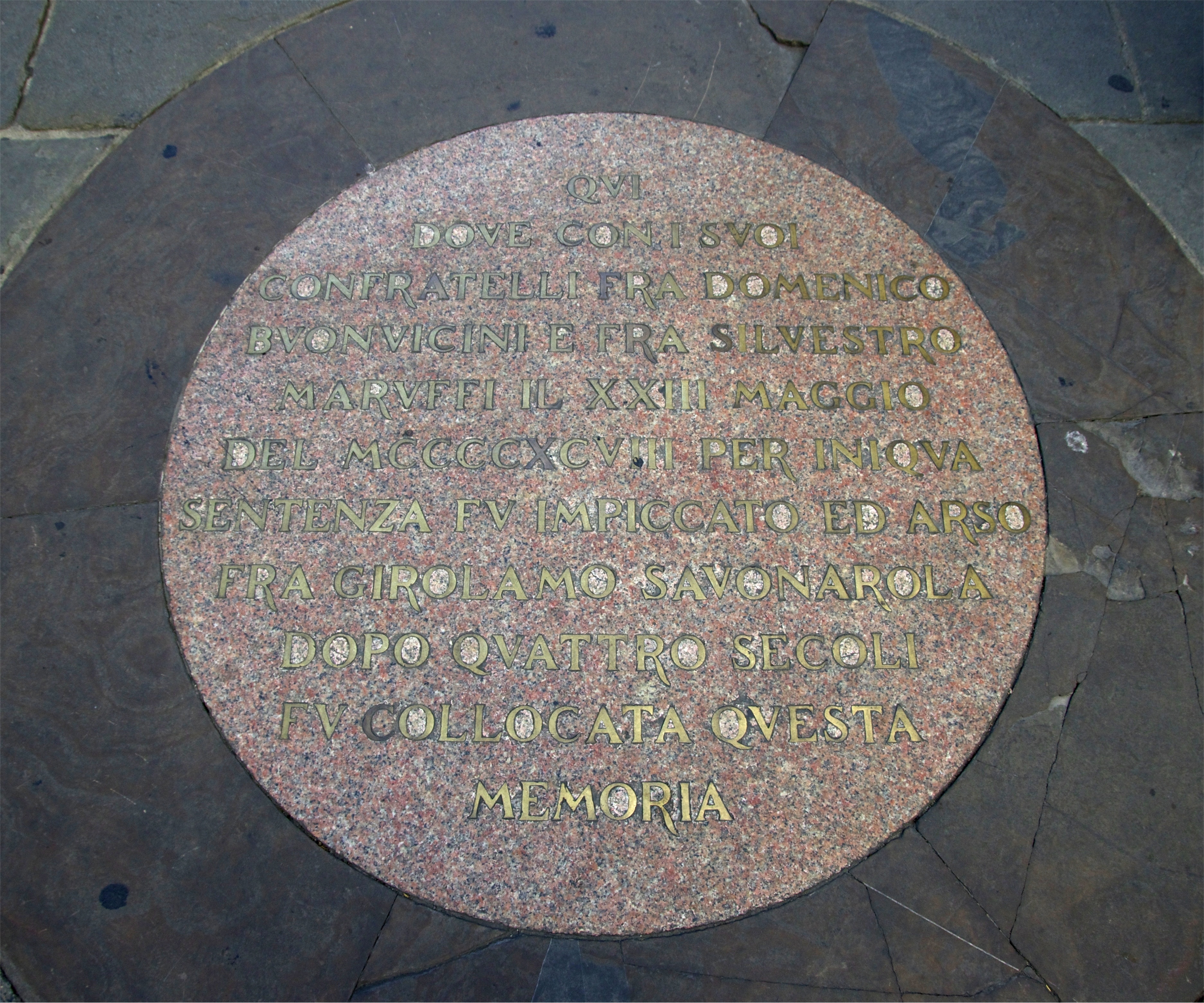
Plaque commémorant le lieu de l'exécution de Savonarole sur la piazza della Signoria, Florence.

Dépouillés de leurs vêtements dominicains dans un rituel de dégradation, ils montent sur l'échafaud vêtus de leurs fines chemises blanches. Ils sont pendus chacun sur une potence séparée, tandis que des feux sont allumés en dessous d'eux pour consumer leurs corps. Pour empêcher les fidèles de rechercher des reliques, leurs cendres sont emportées et dispersées dans l'Arno. L'historien Jacopo Nardi, témoin de l'exécution, a écrit que le bourreau qui a allumé le feu s'est exclamé que celui qui avait voulu le brûler subissait désormais lui-même ce sort. Un autre témoin, Lucca Landucci, a écrit que l'incendie a duré quelques heures, pendant lesquelles les bourreaux ont remué les cendres à plusieurs reprises et les ont recouvertes de bois neuf, de sorte que les partisans de Savonarole présents ne puissent recueillir des restes qui pourraient être utilisés comme reliques.
Le jour de sa mort, Savonarole parle à Fra Domenico, qui se rétracte, et à Fra Silvestro, qui a peur de mourir. Il dit à Domenico : « Durant la nuit, il m'a été révélé qu'au moment de mourir tu devrais dire : ne me pendez pas, brûlez-moi vivant. Nous ne sommes pas les maîtres de nos propres morts. Nous devons être heureux de mourir comme Dieu l'a décidé pour nous », et à Silvestro : « Il m'a été révélé que tu voulais déclarer notre innocence. Jésus ne l'a pas fait sur la croix. Et nous ne le ferons pas ».

 
Une plaque commémorative indique l'emplacement de son bûcher sur la piazza della Signoria, où il est écrit en italien : 

« En cet endroit où, avec ses frères en religion Fra Domenico Buonvicini et Fra Silvestro Maruffi, le 23 mai 1498 à la suite d'une condamnation inique, fut pendu et brûlé Fra Girolamo Savonarola, cette plaque à sa mémoire a été posée après quatre siècles. »

## Pré réformateur

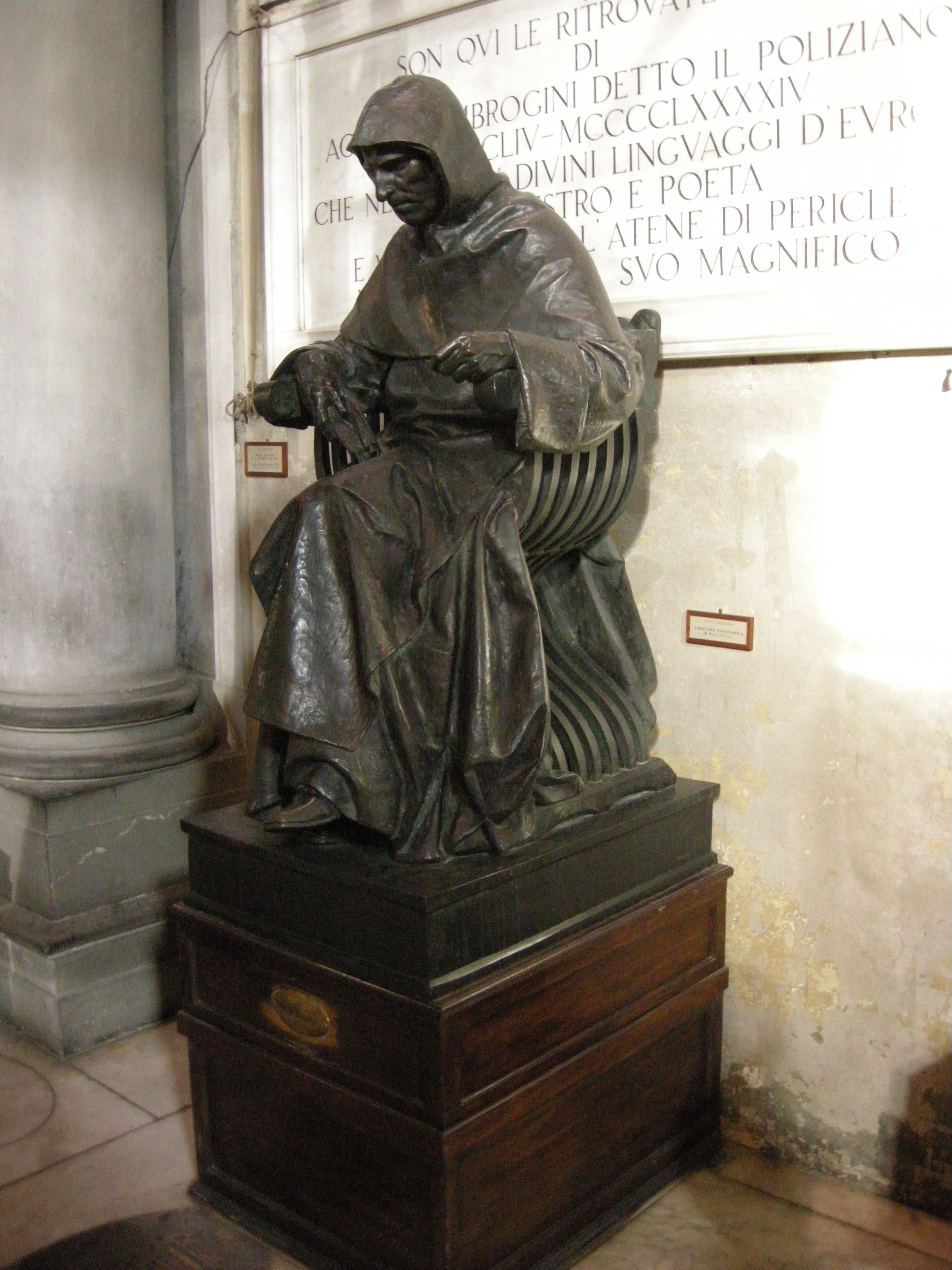
Statue dans l'église San Marco de Florence.

Les écrits de Savonarole se répandent en Allemagne et en Suisse ; en raison de sa vie et de sa mort, de nombreuses personnes commencent à considérer la papauté comme corrompue et souhaitent une nouvelle réforme de l'Église. Beaucoup le considèrent comme un martyr, y compris Martin Luther, qui est influencé par ses écrits. Les convictions de Savonarole sur la doctrine de la justification sont similaires à certains égards aux enseignements de Martin Luther, affirmant que les humains ne sont pas justifiés par eux-mêmes. Savonarole a peut-être influencé Jean Calvin, mais c'est un sujet de débat historique.
Savonarole n'abandonne pas les dogmes de l'Église catholique romaine ; il croit en sept sacrements et considère que l'Église de Rome est « la mère de toutes les autres églises et le pape son chef ». Cependant, ses protestations contre la corruption papale et son recours à la Bible comme guide principal le lient à la Réforme ultérieure.
Tout en vénérant la fonction de la papauté, il critique néanmoins le pape Alexandre VI et sa cour papale, prophétisant même que Rome sera jugée par Dieu.
Les sources catholiques critiquent l'inclusion de Savonarole comme précurseur protestant, car une grande partie de sa théologie est alignée sur Rome. Bien qu'il ait inspiré certains réformateurs protestants, il a également influencé certains dirigeants de la Contre-Réforme.

## Postérité

### XVIesiècle

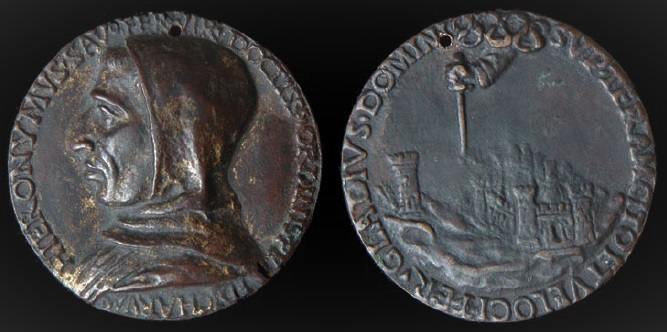
Niccolò di Forzore Spinelli, médaille de la Renaissance italienne de Girolamo Savonarola, galvanotypie.

Résistant à la censure et à l'exil, les frères de San Marco développent un culte des « trois martyrs » et vénérèrent Savonarole comme un saint. Ils encouragent les femmes des couvents locaux et des villes environnantes à trouver une inspiration mystique dans son exemple,.
Le retour des Médicis en 1512 met fin à la république inspirée par Savonarole et intensifie la pression contre le mouvement, bien que tous deux soient brièvement relancés en 1527 lorsque les Médicis sont à nouveau contraints de partir. En 1530, le pape Clément VII (Jules de Médicis), avec l'aide des soldats de l'empereur du Saint-Empire romain germanique, rétablit le règne des Médicis et Florence devient un duché héréditaire.
Nicolas Machiavel, contemporain de Savonarole, parle du frère dans le chapitre VI de son livre Le Prince:

« Si Moïse, Cyrus, Thésée et Romulus n’avaient pas été armés, ils n’auraient pu appliquer leurs constitutions longtemps — comme cela est arrivé à notre époque à Fra Girolamo Savonarola, qui fut ruiné par son nouvel ordre des choses. Immédiatement la multitude ne croyait plus en lui, et il n’avait aucun moyen de garder ceux qui croyaient ou de faire croire les incroyants. »

Les œuvres de Savonarole sont inscrites à l'Index librorum prohibitorum en 1559.

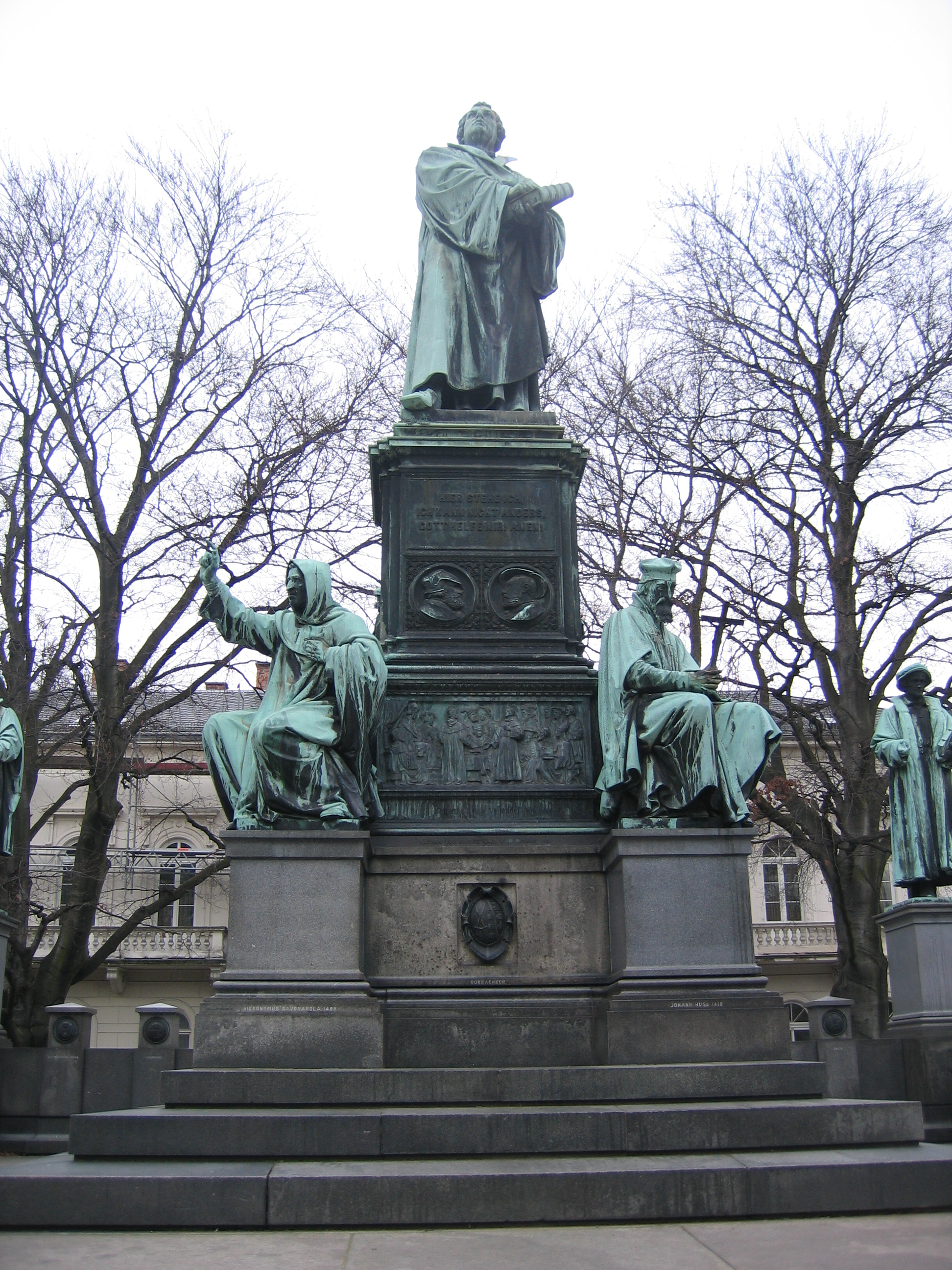
Statue de Savonarole au pied du monument de Luther (à gauche sur la photo), à Worms.

En Allemagne et en Suisse, les premiers réformateurs protestants, notamment Martin Luther lui-même, ont lu certains des écrits du frère et l'ont loué comme un martyr et un précurseur dont les idées sur la foi et la grâce anticipaient la propre doctrine de Luther sur la justification par la foi seule. En France, beaucoup de ses œuvres furent traduites et publiées ; Savonarole fut considéré comme un précurseur de la réforme évangélique ou huguenote, bien que Savonarole lui-même soit resté croyant dans les dogmes de l'Église catholique et ait même défendu l'institution de la papauté dans sa dernière œuvre majeure. Au sein de l'Ordre dominicain, Savonarole était considéré comme une figure dévotionnelle (« l'image évolutive d'un saint prélat de la Contre-Réforme » ) et sa mémoire y a survécu sous cette forme bienveillante. Philippe Néri, fondateur de la congrégation de l'Oratoire, un Florentin qui a été formé chez les Dominicains de San Marco, défendit également la mémoire de Savonarole. À Wittemberg, la ville natale de Martin Luther, une statue de Girolamo Savonarole a été érigée en son honneur, au pied du monument à la mémoire de Martin Luther, avec cette inscription : « À Savonarole, précurseur de la Réforme ».
L'Église luthérienne d'Allemagne commémore Savonarole en tant que martyr le 23 mai. Luther a écrit en 1523 une préface au texte rédigé par Savonarole durant sa captivité en 1498, Meditatio pia et erudita H. Savonarolae a Papa exusti super psalmos Miserere mei, et In te Domine speravi, où il le qualifie de « saint homme ».
Le théologien luthérien Cyriacus Spangenberg a écrit en 1556 une biographie détaillée de Savonarole, Historia vom Leben, Lere und Tode Hieronymi Savonarole. Anno 1498 in Florentz verbrand, où il le présente comme un réformateur préluthérien.

### XIXesiècle
Au milieu du XIXe siècle, les « Nouveaux Piagnoni » trouvent leur inspiration dans les écrits et les sermons du frère pour le réveil national italien connu sous le nom de Risorgimento. En mettant l'accent sur son activisme politique plutôt que sur son puritanisme et son conservatisme culturel, ils reprennent les paroles de Savonarole en faveur d'un changement politique radical. La vénérable icône d'avant la Réforme a cédé la place au fougueux réformateur de la Renaissance. Cette image quelque peu anachronique, renforcée par de nombreuses études récentes, a inspiré la nouvelle biographie majeure de Pasquale Villari, qui considère la prédication de Savonarole contre le despotisme des Médicis comme le modèle de la lutte italienne pour la liberté et l'unification nationale.

### Époque contemporaine
En Allemagne, le théologien catholique et historien de l'Église Joseph Schnitzer édite et publie des sources contemporaines qui éclairent la carrière de Savonarole. En 1924, il achève ses vastes recherches par une étude approfondie de la vie et de l'époque de Savonarole dans laquelle il présente le frère comme le dernier meilleur espoir de l'Église catholique avant la catastrophe de la Réforme protestante.
Savonarole est vénéré comme un champion de la justice sociale au sein du Parti populaire italien (1919-1926) fondé par Don Luigi Sturzo en 1919. Après 1945, il est présenté comme un modèle de catholicisme réformé par les dirigeants de la Démocratie chrétienne. La troisième des biographies majeures de Savonarole parait en 1952, la Vita di Girolamo Savonarola de Roberto Ridolfi. Durant le demi-siècle suivant, Ridolfi est le gardien de la mémoire du frère ainsi que le doyen des chercheurs sur Savonarole. La plupart des traités et des sermons de Savonarole ainsi que des sources contemporaines (chroniques, journaux, documents gouvernementaux et œuvres littéraires) sont disponibles dans des éditions critiques.

## Œuvres
Composées tant en latin qu'en italien :
- poèmes : De Ruina Mundi , De Ruina Ecclesiæ ;
- traité de l'art poétique[74] ;
- traité politique : Trattato circa il reggimento e governo della città di Firenze (1498) ; De contemptu Mundi (« Du mépris du monde ») (inachevé) ;
- textes appelant à une réforme religieuse comme : Compendio delle rivelazioni (1495) et Dialogo della verità profetica (1497) ;
- prêches comme : Prediche italiane ai Fiorentini (1495) ;
- Sermones Quadragesimales super Archam Noe. Venise, Pietro de' Nicolini da Sabio per Francesco e Michele Tramezzino, 1536. Ces sermons notés par ses auditeurs sont publiés par les frères Tramezines à Venise.
- Infelix ego et Tristitia obsedit me (inachevé), ses derniers écrits en prison avant son exécution.

## Dans les arts

### Filmographie

#### Cinéma
- 1924 : Joué par Herbert Grimwood dans Romola de Henry King.
- 1935 : Joué par Antonin Artaud dans Lucrèce Borgia d'Abel Gance.

#### Téléfilm
1990 : Joué par Steven Berkoff La primavera di Michelangelo / A Season of Giants de Jerry London.

#### Séries
- 2016 : Joué par Francesco Montanari dans la saison 3 de la série Les Médicis : Maîtres de Florence (interprétation de Francesco Montanari).
- 2011 :
  - Joué par Steven Berkoff dans les saisons 1 et 2 de la série The Borgias.
  - Joué par Iain Glen dans la saison 2 de la série Borgia.

#### Documentaire
- 2006 : Savonarole, le prophète maudit, de Jan Peter et Yuri Winterberg.

### Musique
- William Byrd a utilisé le texte de l'Infelix ego de Savonarole dans son œuvre du même nom dans le cadre des Cantiones Sacrae 1591 xxiv–xvi.
- Charles Villiers Stanford a écrit un opéra intitulé Savonarola, dont la première a eu lieu à Hambourg le 18 avril 1884[75].
- Luigi Dallapiccola a utilisé un texte de la Méditation de Savonarole pour le psaume Mon espoir est en Toi, ô Seigneur dans son œuvre chorale Canti di prigionia de 1938.

### Théâtre
En 1907, Thomas Mann écrit son unique pièce Fiorenza.

### Littérature

#### Bande dessinée
Il apparaît dans Borgia écrite par Alejandro Jodorowsky et dessinée par Milo Manara.

#### Poésie
En 1837, Nikolaus Lenau publie Savonarole.

#### Romans
- George Eliot, Romola, Penguin Classics, 1996.
- Serge Bramly, La Danse du loup, Belfond, 1982.
- Gérard Delteil, La Conjuration florentine (Il faut tuer Savonarole), coll. « Points », Le Seuil, 2015.
- Jo Walton, Lent, Tor Books, 2019.

### Jeux vidéo
- Il apparaît dans Assassin's Creed II, où son influence sur les foules s'explique par l'utilisation d’une « pomme d'eden ».